# Draselný živec
Draselné živce, též K živce, je skupina nerostů z oddělení tektosilikátů. Draselné živce jsou trojklonné (triklinické) a jednoklonné (monoklinické), draselné hlinitokřemičitany (alumosilikáty).
Nejvýznamnějším nerostným druhem draselných živců je ortoklas, který je středním členem polymorfní řady sanidin - mikroklin. Mikroklin, ortoklas i sanidin mají chemický vzorec KAlSi3O8, přičemž sanidin má jistou část příměsi Na2O.
Také další nerosty ze skupiny draselných živců přecházejí k albitu, mluví se pak o draselnosodných živcích, též alkalických živcích. Například anortoklas obsahuje z 5 až 40 % ortoklasu, obsah anortitu nepřesahuje 5 %. Někdy se též uvádí obsah 70 až 30 % ortoklasu, 30 až 70 % albitu.
Draselné živce se s bazickými živci (s větším obsahem vápníku) nemísí.

## Vznik
Ortoklas vzniká z magmat bohatých na křemík, což odpovídá kyselým magmatům, či metamorfózou z jiných minerálů a to nejčastěji ze slíd. V povrchových podmínkách je stejně jako všechny ostatní živce velmi nestabilní a přeměňuje se na jílové fylosilikáty a to nejčastěji na kaolinit.

## Vlastnosti
Ortoklas se nejčastěji vyskytuje v rozmezí barev od bílé, šedé, růžový, ale může mít i jiné barevné odstíny. Je to skelně lesklý minerál, který může být průhledný, průsvitný ale i neprůhledný. Má dokonalou štěpnost podle dvou ploch na sebe kolmých (podle plochy {001} a {010}). Lom je nerovný až lasturnatý. Vyskytuje se v kusových i zrnitých agregátech. Má tendenci k dvojčatění a to podle karlovarského, či bavenského a nebo manebašského zákona. Častý výskyt za doprovodu srostlic s křemenem. Oproti barytu je ortoklas mnohem lehčí podle čehož se dá snadno poznat. Není teplotně tavitelný a odolává kyselinám.

## Získávání
Ortoklas se získává běžnou povrchovou těžbou v kamenolomech.

## Využití
Ortoklas je důležitá surovina pro sklářský a keramický průmysl, dále pak jako ozdobný kámen, kde se používá opalizující forma zvána měsíček.

## Naleziště
Naprosto běžný minerál, který je jedním ze základních stavebních prvků hornin, například žul a příbuzných hornin, úlomkových usazenin atd.
- Česko - Písek, Domažlice
- Itálie ostrov Elba
- Rusko - Ural
- Madagaskar